# Берхгольц, Вильгельм
Вильгельм Берхгольц или Биркгольц (Wilhelm von Bergholtz; ум. 1719) — голштинский дворянин на службе Петра Великого, генерал-лейтенант русской армии. Отец мемуариста Ф. В. Берхгольца.
Приехал в Россию около 1709 года в чине генерал-майора и пробыл в ней около 5 лет. Несмотря на кратковременное пребывание, он оставил по себе память, по отзывам современников, как об одном из храбрейших и образованнейших генералов.
Берхгольц отличился в 1710 году при осаде Выборга и в следующем году при отражении нападений турецкого войска на русский лагерь при реке Пруте. За свою храбрость и познания пользовался расположением русского царя, подарившего ему свой портрет с бриллиантами.

## Источник
- Беркгольц или Берхгольц, Вильгельм // Энциклопедический словарь Брокгауза и Ефрона : в 86 т. (82 т. и 4 доп.). — СПб., 1890—1907.